# Orange België
Orange (voorheen Mobistar, en niet te verwarren met de concurrent die vroeger de naam Orange gebruikte) is een van de drie Belgische telecomaanbieders met een eigen netwerk die mobieletelefoniediensten aanbieden. Naast Orange in België maakt ook Orange in het Groothertogdom Luxemburg met een eigen telecomnetwerk deel uit van het aan de Euronext Brussels genoteerde Orange België. Het hoofdkantoor is gevestigd in Evere (Brussel).

## Geschiedenis
In november 1995 werd de licentie voor het tweede Belgische gsm-netwerk toegewezen aan Mobistar, opgericht door France Télécom en het Belgische Telindus (overgenomen door Belgacom). Zij bouwden een GSM-900-netwerk uit en op 27 augustus 1996 werden de diensten aangeboden aan het publiek. Daarmee werd het monopolie van Proximus, dochteronderneming van het voormalige staatstelecommunicatiebedrijf Belgacom, doorbroken. Vanaf april 1998 kreeg Mobistar ook concurrentie van KPN-Orange (nu BASE), de derde Belgische mobieletelefonieoperator.
In oktober 1998 vond de beursgang plaats; France Télécom bleef hoofdaandeelhouder. In mei 2000 kocht France Télécom het Britse Orange en bracht er al zijn mobieletelefonieactiviteiten in onder, waaronder Mobistar.
Mobistar kreeg in 2005 een Gold en een Grand Effie (een internationale prijs voor effectieve communicatie).
In oktober 2010 werd Mobistar TV gelanceerd. Er was ook voor het eerst een compleet pakket beschikbaar, het Starpack, met mobiele en vaste telefonie, ongelimiteerd internet en televisie via satelliet. Dit aanbod werd echter beëindigd in september 2013. Ondertussen hoopte Mobistar in de toekomst gelijkaardige diensten te kunnen aanbieden via de kabel.
In januari 2011 was Mobistar onderwerp van landelijke spot, nadat het satirische programma Basta een aflevering aan de helpdeskperikelen van het bedrijf wijdde.
In 2016 werd besloten om vanaf 9 mei dat jaar de naam Mobistar om te vormen tot Orange, de naam van het moederbedrijf, die in andere landen ook gebruikt wordt. Tot in 2002 was Orange de naam van concurrent BASE, dat zijn naam veranderde nadat France Télécom in 2000 eigenaar werd van het Britse Orange en op last van de Europese Commissie haar aandeel in het Belgische KPN Orange van de hand moest doen
Datzelfde jaar begon Orange met het aanbieden van digitale televisie en internet via de kabel, die concurrent Telenet verplicht openstelde.
In 2021 lanceerde France Telecom een overname op de resterende aandelen van Orange België. Men strandde op +/- 77% van de aandelen.

## Klanten en diensten
Orange is de tweede Belgische operator van mobiele telefonie: in oktober 2014 telde de Mobistar-groep 5.543.486 actieve klanten (inclusief mvno-klanten en klanten van het dochterbedrijf Orange Luxemburg). Proximus telde 5.591.000. BASE telde in 2012 4.274.000 actieve klanten.
Het netwerk van Orange bereikt 99% van de Belgische bevolking. Het UMTS-netwerk (3G) in oktober 2014 99,9% van de bevolking outdoor en 92,8% indoor. Het 4G-netwerk bereikte in oktober 2014 89,9% outdoor en 72,3% indoor.
Oorspronkelijk gebruikte Mobistar de prefix 095 (later 0495) en 096 (later 0496); later werd dit uitgebreid naar 049x. Sinds de nummeroverdraagbaarheid tussen de mobiele operatoren is het echter niet meer duidelijk welk nummer bij welke operator hoort. In de Common Reference Database Centre (CRDC) for Number Portability kan dit alsnog bekeken worden.
Orange voert een zogenaamde "Mobile Centric"-strategie, mobiele telefonie blijft de hoofdactiviteit maar daarnaast ontwikkelt het bedrijf aanverwante diensten zoals mobiele datatoepassingen voor particulieren en bedrijven. Voorbeelden hiervan zijn Internet Everywhere om mobiel te surfen en ADSL gecombineerd met VoIP via het vaste telefoonnetwerk. In de machine to machine-wereld (M2M) is Orange marktleider in België. Zo verzorgt zij onder andere het dataverkeer van de mobiele betaalterminals en het mobiele dataverkeer van de NMBS.
Er waren eind 2010 160 Mobistarwinkels waar alle diensten van Mobistar aangeboden worden. Deze zogeheten Mobistar Centers worden zowel in eigen beheer uitgebaat (voornamelijk in de grotere steden) als in franchise gegeven.